# Lucas 22:43–44

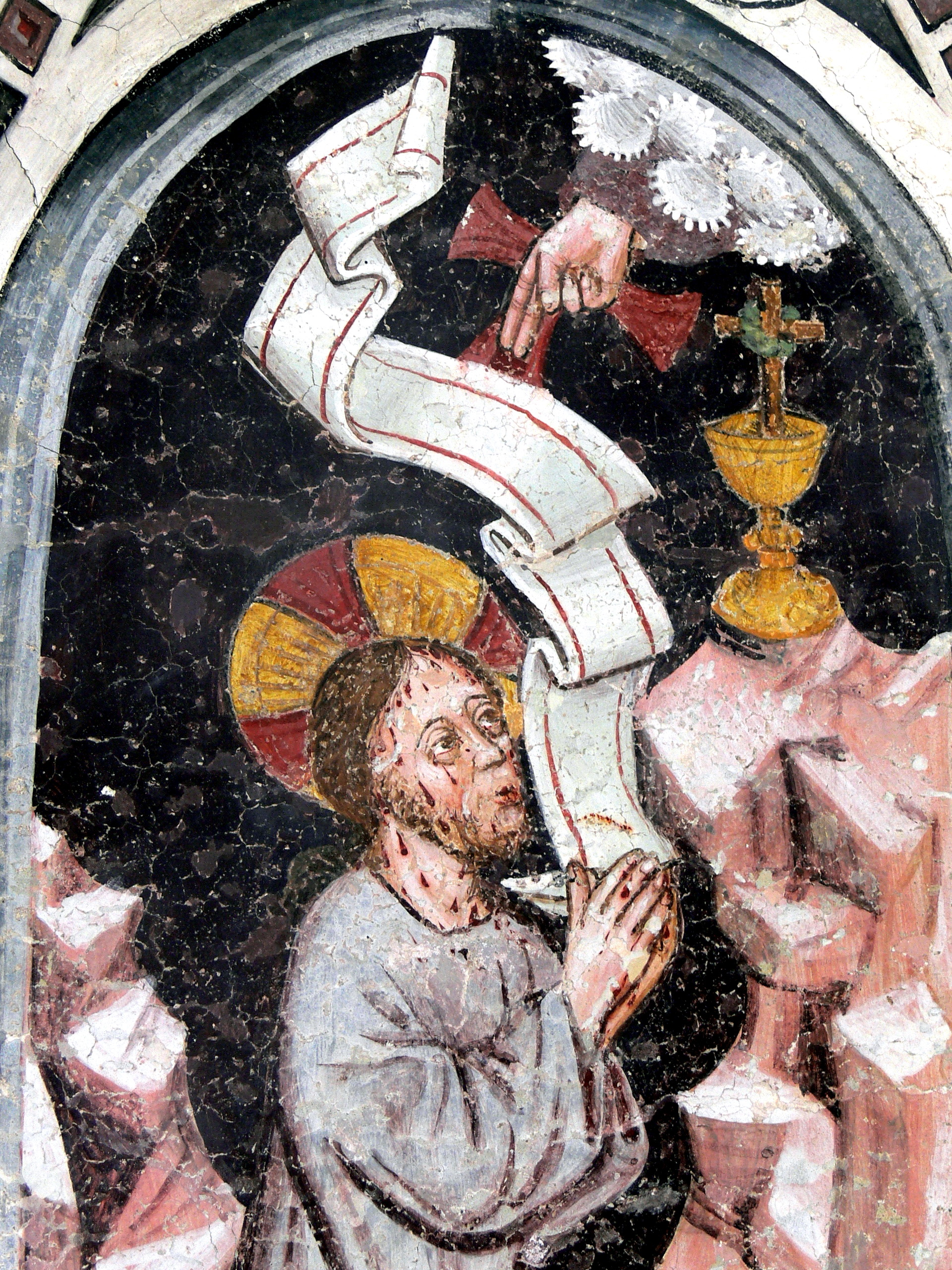
Christus op de Olijfberg.

Lucas 22:43–44 in het Nieuwe Testament bevat passages die in veel oude Bijbelse handschriften ontbreken. De verzen staan in het verhaal waarin Jezus voordat hij verraden en gearresteerd werd, ging bidden op de Olijfberg (Lucas 22:39-46). In de verzen 43 en 44 staat dat Jezus doodsbang was, 'zijn zweet in grote druppels als bloed op de grond viel' en hij gesterkt werd door een engel. Sedert de tweede helft van de negentiende eeuw denken veel deskundigen dat het gedeelte oorspronkelijk niet bij dit evangelie hoorde. De NBG 1951 en de GNB geven de verzen echter wel; de NBV plaatst een voetnoot.

## Tekst
De Griekse tekst luidt als volgt:

ὤφθη δὲ αὐτῷ ἄγγελος ἀπ' οὐρανοῦ ἐνισχύων αὐτὸν. καὶ γενόμενος ἐν ἀγωνίᾳ ἐκτενέστερον προσηύχετο. ἐγένετο δὲ ὁ ἱδρὼς αὐτοῦ ὡσεὶ θρόμβοι αἵματος καταβαίνοντες ἐπὶ τὴν γῆν.

De vertaling in de NBV luidt:

Uit de hemel verscheen hem een engel om hem kracht te geven. Hij werd overvallen door doodsangst, maar bleef bidden; zijn zweet viel in grote druppels als bloed op de grond.

## Bewijs uit de handschriften

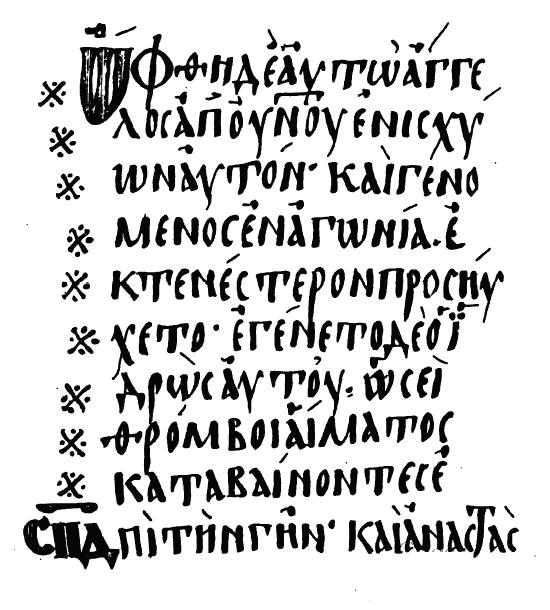
Codex Vaticanus 354

Handschriften die de passage wel hebben
Codex Sinaiticus*, 2, Codex Bezae, Codex Laudianus, Codex Seidelianus I, Codex Seidelianus II, Codex Cyprius, Regius, Codex Campianus, Codex Guelferbytanus B, Codex Sinopensis, Codex Nanianus, Codex Monacensis, Codex Sangallensis 48*, Codex Tischendorfianus III, Codex Athous Laurensis, Unciaal 0171, Familie 1, Minuskel 174, 565, 700, 892, 1009, 1010, 1071 (marge), 1230, 1241, 1242, Minuskel 1253, 1344, 1365, 1546, 1646, 2148, 2174, (ℓ 184, ℓ 211, Byzantijnse tekst, Oud-Latijnse vertaling, Vulgaat, Curetoniaanse evangeliën, syrh, Peshitta, Armeense en Ethiopische handschriften, Diatessaron.
Handschriften die de passage niet hebben
Papyrus 69, Papyrus 75, Codex Sinaiticus1, Codex Alexandrinus, Codex Vaticanus, Codex Petropolitanus Purpureus, Codex Nitriensis, Codex Borgianus, Codex Washingtonianus, Minuskel 158, 512, 542, 552, 579, 777, 826, 1071*, 1128, Lectionariapt, f, syrs, Koptische vertalingen: Sahidisch, Bohairisch, Georgische handschriften.
Handschriften die de passage in twijfel trekken
Gemarkeerd met sterretjes en dergelijke: Codex Sangalensisc, Codex Petropolitanusc, Codex Vaticanus 354, 045, Minuskel 166, 481, 655, 661, 669, 776, 829, 892mg, 1079, 1195, 1216, ℓ 283, copbomss. Minuskel 34 twijfelachtig in de marge..
Handschriften die de passage een andere plaats geven
Handschriften van Familie 13 verplaatsen de passage naar achter Matteüs 26:39. Meerdere lectionaria verplaatsen Lucas 22:43-45a achter Matteüs 26:39.
 Lacune
Codex Ephraemi Rescriptus (22:19-23:25) en Minuskel 33 (Lucas 21:38-23:26) hebben veel lacunes.

## Kerkvaders
Kerkvaders die de passage wel hebben:
Irenaeus van Lyon kende het en gebruikte het tegen de aanhangers van het docetisme. Justinus de Martelaar, Hippolyitus, Dionysus, Eusebius van Caesarea, Epiphanius, Johannes Chrysostomus, Hiëronymus van Stridon, Augustinus van Hippo, Theodoretus van Cyrrhus, Leontius, Cosmas, Facundus.
Augustinus van Hippo: "(...) laat de ketters geen moed vatten uit het feit dat hij hulp en troost van een engel nodig had en daar een teken van zijn zwakheid in zien. Laat ze eraan denken dat de Schepper van de engelen geen steun nodig heeft van zijn schepselen" (De Trinitate, Boek 10, paragraaf 41).
 Kerkvaders die de passage uitsluiten:
Marcion, Clemens van Alexandrië, Origenes.

## Moderne geleerden
- Samuel Prideaux Tregelles (1856) veronderstelt dat deze verzen soms zijn weggelaten of gemerkt als onecht omdat sommigen bang waren de Arianen in de kaart te spelen.[2]
- Volgens Dean Burgon (1883) heeft men deze twee verzen verwijderd uit eerbied voor Christus.[3]
- Francis Crawford Burkitt noemde deze passage een grote inlassing (interpolatie).[4]

- Volgens Herman C. Hoskier kan het vers ingelast zijn als argument tegen de aanhangers van het docetisme te Alexandrië.[5]
- Volgens Kurt Aland (1995) zijn deze verzen duidelijk secundair. Beslissend is dat ze ook op een andere plek gevonden worden, meestal staan ze in Lucas 22. Ze worden echter bij de minuskel familie 13 en in sommige lectionaria aangetroffen in Matteüs 26:39. Zo’n wisselende plek is bijna zeker een teken dat de tekst niet oorspronkelijk is.[6]
- Bruce M. Metzger (2005): Deze verzen ontbreken in de oudste en beste Bijbelse handschriften. De oudste vermelding is te vinden bij de kerkvaders Justinus de Martelaar, Irenaeus en Hippolytus, die alle drie in een woordenstrijd over de naturen van Christus waren gewikkeld. Het zou kunnen dat deze teksten zijn toegevoegd om het docetisme te bestrijden.[7]
- Volgens Bart D. Ehrman (1993) verstoren deze twee verzen de literaire structuur (een chiasme), worden ze niet gevonden in oude, waardevolle handschriften en is het de enige plek waar Lucas Jezus in doodsangst beschrijft. Ehrman trekt de conclusie dat deze verzen zijn toegevoegd om het docetisme te bestrijden, dat is het geloof dat Jezus alleen maar in schijn heeft geleden. Ehrman stelt dat de tekst, hoewel niet oorspronkelijk, wel een traditie uit de eerste eeuw weergeeft.[8]
- Volgens Heribert Busse doen de omstandigheden van Jezus, vlak voor het einde van zijn werk op aarde, die bij God pleit dat hij te zwak is voor de taak die voor hem ligt, denken aan Exodus 3, waar de profeet Mozes bij God naar voren brengt dat hij te zwak is om naar de Farao te gaan.[9]